# Czeskie odrodzenie narodowe

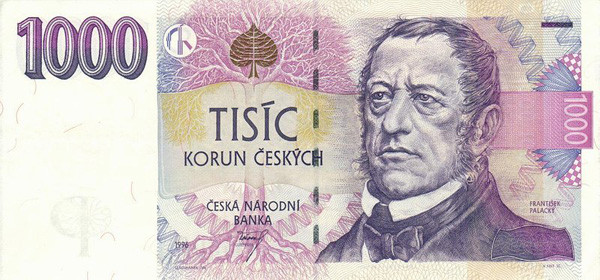
František Palacký na banknocie tysiąckoronnym

Czeskie odrodzenie narodowe – okres odrodzenia literatury i języka czeskiego na ziemiach austriackich zamieszkałych przez Czechów, datowany umownie na lata 1774–1859. Czeskie odrodzenie narodowe charakteryzowało się sprzeciwem wobec germanizacji przy jednoczesnym inspirowaniu się kulturą niemieckojęzyczną. Do rewolucji marcowej (1848) miało ono wyłącznie charakter kulturalno-oświatowy; nadejście Wiosny Ludów skutkowało rozbudzeniem świadomości narodowej, co doprowadziło do wprowadzenia czeskich posłów pod przewodnictwem Františka Palackiego do Sejmu Ustawodawczego.

## Geneza

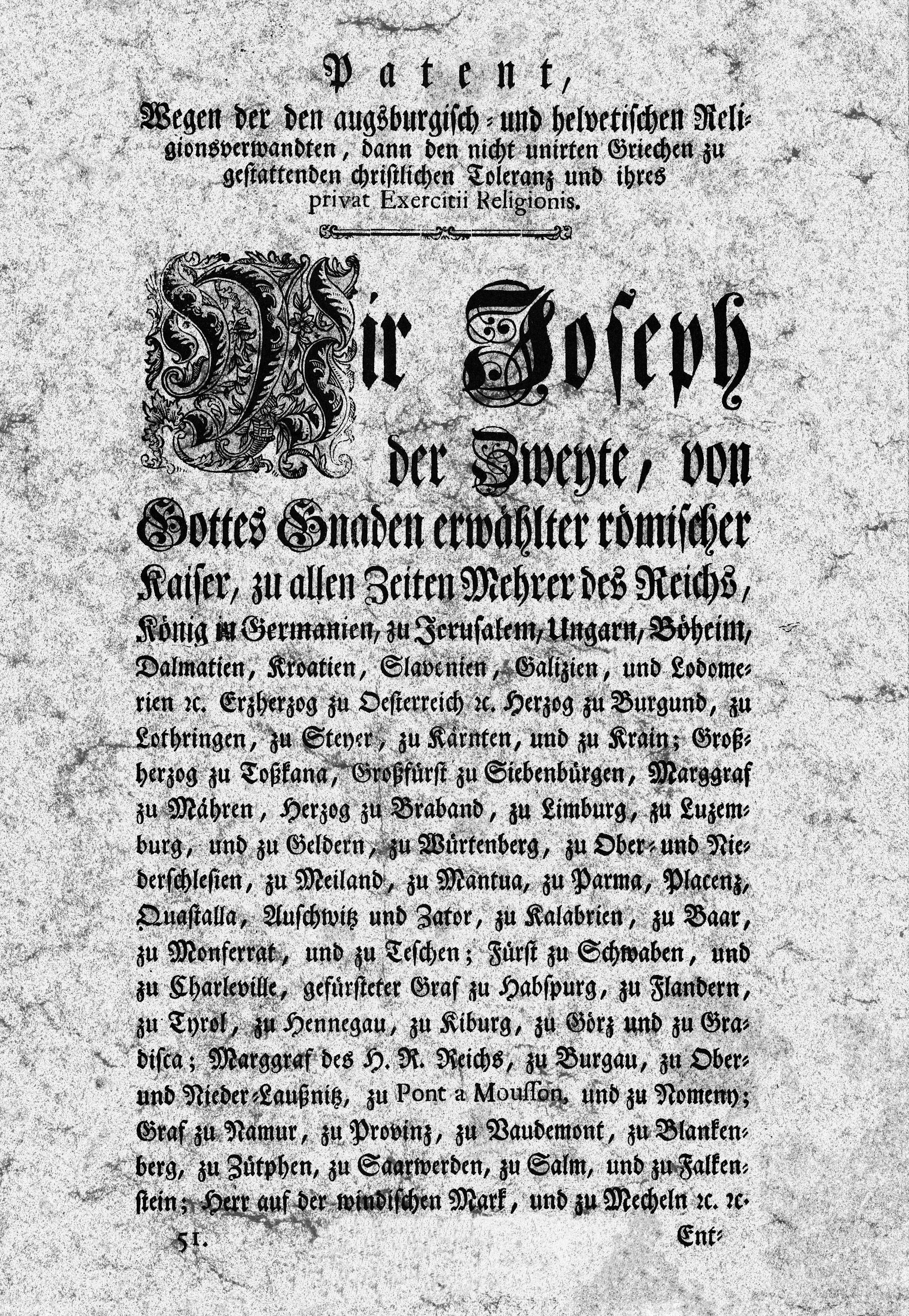
Pierwsza strona Toleranzpatent

Początek czeskiego odrodzenia narodowego wiąże się z okresem panowania Józefa II Habsburga. W 1781 wydał on patent tolerancyjny wprowadzający większą wolność religijną. Umożliwiło to Czechom rozpowszechnianie literatury husyckiej pisanej po łacinie oraz w języku czeskim (cesarskie reformy obejmowały m.in. wypieranie ze szkół i urzędów łaciny na rzecz języka niemieckiego). Książki Jana Husa, Piotra Chelczyckiego, Jana Blahoslava, Jana Ámosa Komenskiego oraz innych pisarzy ruchu husyckiego rozpowszechniane były w celu zaakcentowania odrębności rodzimego języka i kultury.
Innymi elementami, które wypłynęły na powstanie czeskiego odrodzenia narodowego, były:
- likwidacja niektórych zakonów, co spowodowało zwiększenie nakładów na państwowy system oświaty. Ze względu na wymóg znajomości miejscowego języka przez urzędników pracujących w krajach koronnych wprowadzono do lokalnych szkół naukę języków narodowych;
- zniesienie szarwarku, w efekcie czego nastąpiła migracja ludności ze wsi do miast. Spowodowało to „odniemczenie” czeskich miast, do których przyjeżdżały studiować osoby znające zachowane na wsiach obyczaje i folklor, a także stworzenie inteligencji czeskiej jako klasy[5].